# La Trinité-Porhoët
La Trinité-Porhoët (tiếng Breton: An Drinded-Porc'hoed) là một xã ở tỉnh Morbihan trong vùng Bretagne tây bắc Pháp. Xã này có diện tích 12,7 km², dân số năm 1999 là 816 người. Khu vực này có độ cao từ 67-145 mét trên mực nước biển.
Cư dân của La Trinité-Porhoët danh xưng trong tiếng Pháp là Trinitais.